# Copeoglossum
Copeoglossum es un género de lagartos perteneciente a la familia Scincidae. Se distribuyen por Sudamérica y las Antillas.

## Especies
Según The Reptile Database:
- Copeoglossum arajara (Reboucas-Spieker, 1981)
- Copeoglossum aurae Hedges & Conn, 2012
- Copeoglossum margaritae Hedges & Conn, 2012
- Copeoglossum nigropunctatum (Spix, 1825)
- Copeoglossum redondae Hedges & Conn, 2012